# Conus eleutheraensis
Conus eleutheraensis é uma espécie de caracol marinho, um molusco gastrópode marinho da família Conidae, os caramujos cônicos, conchas cônicas ou cones.
Esses caracóis são predadores e venenosos . Eles são capazes de “picar” humanos.

## Descrição
O tamanho da concha atinge 20 milímetros.

## Distribuição
Esta espécie marinha de caracol-cone ocorre ao largo das Bahamas .